# King Tut's Wah Wah Hut
Le King Tut's Wah Wah Hut, souvent raccourci en King Tut's, est un bar et principalement une salle de concert sur St. Vincent Street à Glasgow, en Écosse. Géré par DF Concerts, son nom provient d'un club de New York des années 1980.

## Historique
Le King Tut's est fondé par le dirigeant de DF Concerts Stuart Clumpas dans le centre de Glasgow afin de promouvoir les groupes qui font la tournée des clubs. Ouvert toute la semaine, il propose des concerts quotidiens à heure raisonnable et ouvre ses portes en février 1990. Le King Tut's acquiert rapidement une réputation de lieu de représentation pour les nouveaux talents, notamment pour les groupes écossais aujourd'hui célèbres qui y ont fait leurs premières gammes. The Verve, Radiohead et Oasis ont contribué à celle-ci en y jouant dans une période de quinze jours précédant la signature de ces derniers chez Creation Records. Le bar est apprécié pour « son dévouement à représenter différents styles à l'entrée de Glasgow ».
Biffy Clyro, Coldplay, Beck, Blur, Crowded House, The Strokes, Franz Ferdinand, Skunk Anansie, Paramore et Travis font partie des autres artistes ayant joué au King Tut's à leurs débuts.  De fait, l'animateur de radio Steve Lamacq considère que le bar a eu une influence sur la musique britannique. La création d'événements mensuels pour les artistes non signés tels que le King Tut's Recordings et le Your Sound participent à cet engagement.
Depuis 1999, le King Tut's organise mensuellement une soirée consacrée à la comédie et aux comiques, tels Phil Kay, Lynn Ferguson et Fred MacAuley. L'année suivante, le lieu fête son dixième anniversaire avec des concerts et des invités surprises pendant dix jours. Le bar du premier étage est rénové pour l'occasion. En 2005, la soirée The Best Scottish Bands of All Time y est organisée, bénéficiant de la présence de Snow Patrol, Idlewild, Eugene Kelly et Colin MacIntyre. Le King Tut's fait aussi partie des lieux de célébration du Homecoming Scotland 2009

## Récompenses
Le King Tut's est décrit comme le « Pub musical de l'année » par le Scottish Licensed Trade News en novembre 2001. Il remporte également le prix de la « Meilleure salle de concert du Royaume » de la BBC Radio 1 trois années de suite et est défini comme étant la « petite salle la plus influente du Royaume » par les auditeurs.

## Autres
Le King Tut's possède une tente à son nom au T in the Park, festival de musique le plus populaire d’Écosse, dont la scène a été foulée par de nombreux groupes tels Manic Street Preachers, Teenage Fanclub, Snow Patrol, Doves, Primal Scream, Queens of the Stone Age, The Futureheads, The View, Jamie T, Dum Dums, Wheatus, Goldfinger et Pet Shop Boys.
Tom McRae publie en 2011 un album live, intitulé Tom at Tut's comprenant des chansons de ses concerts donnés en novembre 2004.